# Renegade (Styx)
Renegade è un singolo del gruppo rock statunitense Styx, pubblicato nel 1979 ed estratto dall'album Pieces of Eight.

## Tracce
- 7"

1. Renegade
2. Sing for the Day

## Formazione
- Tommy Shaw - chitarra, voce
- James "JY" Young - chitarra, cori
- Dennis DeYoung - tastiera, cori
- Chuck Panozzo - basso
- John Panozzo - batteria